# یویا میورا
یویا میورا (ژاپنی: 三浦 雄也؛ زادهٔ ۲ آوریل ۱۹۸۹) یک بازیکن فوتبال اهل ژاپن است.
از باشگاه‌هایی که در آن بازی کرده‌است می‌توان به باشگاه فوتبال کاشیوا ریسول، باشگاه فوتبال ماتسوموتو یاماگا، باشگاه فوتبال شیمیزو اس-پالس و باشگاه فوتبال و-واران ناگاساکی اشاره کرد.